# War of the Colossal Beast
War of the Colossal Beast este un film SF american din 1958 regizat de Bert I. Gordon. În rolurile principale joacă actorii Sally Fraser, Dean Parkin, Roger Pace. Scenariul este realizat de George Worthing Yates după o povestire de Bert I. Gordon.

## Actori
- Dean Parkin este Lt. Col. Glenn Manning/Colossal Man
- Sally Fraser este Joyce Manning
- Roger Pace este Major Mark Baird
- Russ Bender este Dr. Carmichael
- Rico Alaniz este Sgt. Luis Murillo
- Charles Stewart este Captain Harris
- George Becwar este John Swanson
- Roy Gordon este Mayor
- Robert Hernandez este Miguel
- George Milan este General Nelson
- Jack Kosslyn este Newscaster
- Stan Chambers este TV Announcer